# Железнодорожный мост через реку Ярынья
Железнодорожный мост через реку Ярынья — каменный арочный мостовой переход через овраг реки Ярынья на железнодорожной линии Валдай — Крестцы, сооружённый при строительстве линии в 1916—1918 годах. Объект культурного наследия России, памятник архитектуры регионального значения с 2023 года.

## История
Мост был сооружён в 1914—1916 годах в рамках строительства обществом Московско-Виндавско-Рыбинской железной дороги линии Нарва — Луга — Новгород — Валдай. Опоры моста собирали вручную из предварительно подогнанных друг к другу каменных блоков, скрепляя их раствором. В 1918 году по целому ряду причин работы по строительству линии прекратили. Мост на момент остановки строительства был, скорее всего, на высокой стадии готовности. Достройка участка Валдай — Крестцы, на котором находится мост, производилась в 1920-х годах. На 1 октября 1924 года на первых 44 км осуществлялось рабочее движение, весь участок был введён в постоянную эксплуатацию только 1 ноября 1926 года.
Пассажирское движение через мост прекратилось в 1992 году, ретро-туры с использованием паровозов проводились как минимум до 1996 года. В 2006 году по линии через мост прошёл последний грузовой поезд, а в 2011 линия Валдай — Крестцы была закрыта. Причиной тому стало крушение, произошедшее в 8 км от Крестцов из-за полностью сгнивших шпал. Обследовавшая после происшествия перегон комиссия пришла к выводу, что восстанавливать и реконструировать линию экономически невыгодно. Вместе со всей линией был заброшен и мост.
В марте 2019 года мост был включён в список вновь выявленных объектов культурного наследия России, при этом паспорт и предмет охраны на него не составлялись. 26 апреля 2023 года инспектором Еленой Кондаковой была проведена экспертиза моста, по результатам которой Кондакова рекомендовала его ко включению в реестр объектов культурного наследия. 1 июня того же года приказом инспекции государственной охраны культурного наследия Новгородской области мост был признан объектом культурного наследия регионального значения и включён в реестр как памятник архитектуры.

## Описание
Мост расположен на 34 км заброшенной железнодорожной линии Валдай — Крестцы, в месте, где она пересекает овраг реки Ярынья. Ближайшее доступное на автомобиле место — железнодорожный переезд примерно в километре к северо-западу от моста.
Однопутный мост имеет арочную конструкцию и состоит из трёх пролётов. Глубина оврага относительно окружающего ландшафта обусловила высоту центральных опор моста до 18 м. Полотно моста железобетонное, опоры собраны из подогнанных друг к другу каменных блоков, скреплённых раствором. На мосту сохранились металлические перила и рельсы, датированные 1898 и 1915 годами с клеймом завода Демидова, а также 1943 годом с клеймом американского завода Lackawanna Steel Company, поставленные в СССР по ленд-лизу.